# Jimmy Tamandi
Jimmy McCoy Tamandi (* 12. Mai 1980 in Malmö) ist ein schwedischer ehemaliger Fußballspieler. Der Abwehrspieler, der 2001 zu einem Einsatz in der schwedischen Nationalmannschaft gekommen war, spielte im Laufe seiner Karriere in Schweden, Italien und Norwegen.

## Laufbahn
Tamandi begann mit dem Fußballspielen bei Nydala IF. 1992 schloss er sich der Jugendabteilung von Malmö FF an. 1998 gewann er an der Seite von Zlatan Ibrahimović und Kristian Haynes den schwedischen Jugendmeistertitel und durchlief mehrere schwedische Jugendauswahlen. Ein Jahr später konnte er sein Debüt in der Allsvenskan feiern. Obwohl am Ende der Spielzeit der Klassenerhalt verpasst wurde und damit der Abstieg in die Superettan feststand, blieb er dem Klub treu. In der zweiten Liga etablierte er sich als Stammspieler und trug somit zum direkten Wiederaufstieg bei. Nach dem gelungenen Wiederaufstieg bestritt er am 31. Januar 2001 ein Länderspiel für die schwedische Nationalmannschaft. Gegen die faröische Nationalmannschaft gab es ein 0:0-Unentschieden. Nach einem weiteren Jahr in der Eliteserie für MFF verließ er den Klub.
2002 heuerte Tamandi beim Ligakonkurrenten AIK an. In seiner ersten Spielzeit für den neuen Klub stand er in allen 26 Saisonspielen in der Startelf. In den folgenden Spielzeiten musste er mit stärkerer Konkurrenz kämpfen, bestritt aber immer noch die meisten Saisonspiele von Anfang an. Am Ende der Spielzeit 2004 wurde der Klassenerhalt verpasst und Tamandi stieg zum zweiten Mal in seiner Karriere ab.
Tamandi verließ jedoch den Klub und ging nach Italien. Beim Serie-B-Klub Salernitana Calcio unterschrieb er einen Vertrag. Der Klub hatte jedoch sein Management ausgetauscht und die neu beschäftigten Vereinsverantwortlichen hatten kein Interesse an seinen fußballerischen Fähigkeiten. Daher wurde er schnellstmöglich an Potenza SC in die Serie C abgegeben. Hier kam er allerdings kaum zum Einsatz und kehrte zu AIK nach Schweden zurück.
Gegen Ende der Spielzeit 2005 kam er noch sieben Mal zum Einsatz für AIK in der Superettan und hatte somit auch einen Anteil am Wiederaufstieg der Traditionsmannschaft in die erste Liga. In der Allsvenskan konnte er sich einen Stammplatz erkämpfen. Im Sommer 2007 kam es zu einem Eklat, als Tamandi sich wenige Tage nach einem verlorenen Spiel mit zwei Anhängern seines Klubs eine Schlägerei leistete, als diese ihn auf das Spiel ansprachen. Daraufhin wurde er von den Firman Boys, einem Ultra-Fanklub des Vereins, zur "Persona non grata" erklärt.
Nach Ende der Spielzeit 2007 verließ Tamandi den Klub ablösefrei und wechselte erneut ins Ausland. Neuer Arbeitgeber wurde Lyn Oslo in der norwegischen Tippeligaen. Dort spielt er an der Seite seiner Landsmänner Eddie Gustafsson und Johan Dahlin. Kurz vor Beginn seiner ersten Spielzeit beim Klub aus der Hauptstadt Norwegens verletzte er sich jedoch am Kreuzband. In der Folge fiel er bis zum Saisonende aus und blieb ohne Einsatz in der Spielzeit 2008. Nach mehreren weiteren Wechseln beendete er 2013 seine aktive Karriere.